# Alceste Almeida
Alceste Madeira Almeida do Nascimento (Manaus, 22 de março de 1944 — Caracaraí, 15 de dezembro de 2021) foi um médico e político brasileiro filiado ao Republicanos.

## Vida
Começou sua carreira política pelo PTB ao se eleger deputado federal em 1990 com a segunda maior votação no estado obtendo 3 451 votos.
Em 1992 concorreu pela coligação PTB/PRN a prefeitura de Boa Vista sendo derrotado por Teresa Jucá, tendo 18 531 votos o equivalente a 37,9% do total. Se reelegeu deputado em 1994, 1998 e 2002.
Em 2003 foi condenado a sete anos de prisão devido ao seu envolvimento com o "Escândalo do Gafanhotos" tendo seu mandato cassado, mas conseguiu recorrer em liberdade.
Em 2010 foi candidato a deputado federal por Roraima pelo PRB obtendo 1 917 votos não sendo eleito.